# 창원군 (1614년)

창원군 이준(1614년 음력 9월 10일~1639년)은 조선 중기의 왕족 종실이다. 경창군의 장남 이였으며 백부 임해군의 양자로 출계했다.
그의 사후 친아우인 양녕군이 대신 임해군의 후사가 되었다.

## 가족 관계
- 조부 : 선조(宣祖, 1552 ~ 1608)
- 조모 : 정빈 홍씨(貞嬪 洪氏, 1563 ~ 1638)
  - 부친 : 경창군(慶昌君) 이주(李珘, 1596 ~ 1644)
- 외조부 : 부사(府使) 증 좌의정(贈 左議政) 조명욱(曺明勗)
  - 모친 : 군부인(郡夫人) 창녕 조씨(昌寧 曺氏, 1594 ~ 1648)
    - 누나 : 용인 이씨 이후걸(李後傑)의 처(1613 ~ ?)
    - 남동생 : 양녕군(陽寧君) 이경(李儆, 1616 ~ 1644)
    - 여동생 : 이옥란(李玉蘭, 1619 ~ ?)
    - 여동생 : 이말란(李唜蘭, 1622 ~ ?)
    - 남동생 : 평운군(平雲君) 이구(李俅, 1624 ~ 1662) - 신성군의 양자로 출계
    - 남동생 : 창성군(昌城君) 이필(李佖, 1627 ~ 1689) - 영창대군의 양자로 출계
    - 정부인 : 현감(縣監) 한사덕(韓師德)의 딸  군부인(郡夫人) 청주 한씨
      - 장남 : 청평군(淸平君) 이천(李洤, 1633 ~ ?)
      - 며느리 : 현감(縣監) 한무(韓楙)의 딸 군부인(郡夫人) 청주 한씨
        - 손자 : 서천군(西川君) 이황(李榥, 1651 ~ ?)
        - 손자 : 서원정(西原正)[1] 이환(李桓, 1656[2] ~ 1715) - 낙선군(樂善君)의 양자로 출계
        - 손녀 : 이효애(李孝愛, 1662 ~ ?)

      - 차남 : 청흥정(淸興正) 이헌(李瀗, 1636 ~ ?)
      - 며느리 : 이?(李木+劉)의 딸 전의 이씨
        - 손녀 : 이혜애(李蕙愛, 1655 ~ ?)
        - 손녀 : 이난애(李蘭愛, 1659 ~ ?)
        - 손자 : 전풍수(全豊守) 이규(李楑, 1663 ~ ?)
        - 손자 : 전양수(全陽守) 이박(李檏, 1667 ~ ?)[3]

      - 3남 : 청풍도정(淸豊都正) 이옥(李沃, 1637 ~ ?)
      - 며느리 : 심지성(沈之渻)의 딸 청송 심씨
        - 손자 : 운흥수(雲興守) 이탈(李梲, 1657 ~ ?)
        - 손녀 : 이성애(李聖愛, 1662 ~ ?)